# Bobbi Jo Lathan
Bobbi Jo Lathan (Dallas (Texas), 5 oktober 1951) is een Amerikaanse actrice en auteur.

## Biografie
Lathan is een dochter van een kolonel in de United States Air Force en een concertpianiste.
Lathan begon in 1978 haar acteercarrière met de musical genaamd The Best Little Whorehouse in Texas. In deze tijd begon ze vrienden uit te nodigen voor etentjes en legde zich steeds meer toe op het schrijven van kookboeken. Ze schreef ook een musical over eten, Cookin with a Right Smart of Love waarin zij samen met het publiek ging koken. Dit werd zo goed ontvangen dat ze besloot haar eigen kookboek uit te geven onder de titel Bobbi Jo's Southern Sunday Cookbook. Dit boek werd goed ontvangen en culinair tv-maker Williams-Sonoma vroeg haar kookles op televisie te komen geven. Lathan ging akkoord en de lessen waren snel uitverkocht. Zij is nu een van de meest gevraagde kookinstructeurs voor tv-programma's in Los Angeles. Dankzij dit succes heeft ze nog diverse kookboeken geschreven.
Lathan begon in 1983 met acteren op televisie in de film A Fine Romance. Hierna heeft ze nog meerdere rollen gespeeld in televisieseries en films zoals Matlock (1987), Hunter (1989) en Las Vegas (2005).

## Filmografie[4]

### Films
- 2012 Pop Kowboy - als Sam
- 2011 Princess and the Pony – als tante Fay
- 1991 The Heroes of Desert Storm – als ??
- 1989 Love and Betrayal – als Christine
- 1987 The Man Who Fell to Earth – als ??
- 1983 A Fine Romance – als gaste op feest

### Televisieseries
Uitgezonderd eenmalige gastrollen.
- 1996 Forever – als Helen Hamilton – 3 afl.
- 1982 Texas – als Lee – 2 afl.